# Kurt Deppert
Kurt Deppert (* 1926; † 1994) war ein deutscher Klassischer Archäologe und Antikenhändler.

## Leben
Josef Kurt Deppert wurde 1926 Frankfurt am Main, als einziger Sohn des Pferdemetzger-Meisters Josef Deppert und seiner Frau Eva geboren. Er wuchs in der Frankfurter Innenstadt auf. Deppert studierte Klassische Archäologie an der Universität Frankfurt am Main, wo er 1955 mit einer Dissertation über „Die rotfigurigen faliskischen Vasen“ promoviert wurde. Danach war er bis zu seinem Tode in Frankfurt als Antikenhändler in der Kunsthandlung Dr. Kurt Deppert tätig. Daneben publizierte er einen großen Teil der griechischen Vasen in Frankfurter Sammlungen.
Verheiratet war er mit der Archäologin Barbara Deppert-Lippitz (1939–2023).

## Schriften
- Die rotfigurigen faliskischen Vasen. Dissertation Frankfurt am Main 1955 (maschinenschriftlich).
- Corpus Vasorum Antiquorum Deutschland
  - Band 25: Frankfurt 1. C. H. Beck, München 1964.
  - Band 30: Frankfurt 2. C. H. Beck, München 1968.
  - Band 50: Frankfurt 3. C. H. Beck, München 1982, ISBN 3-406-07650-5.
- Frühe griechische Vasen in Frankfurt am Main (= Bildheftchen des Frankfurter Museum für Vor- und Frühgeschichte, Heft 5). Museum für Vor- und Frühgeschichte, Frankfurt am Main 1966.
- Die attische Vasen des 6. und 5. Jahrhunderts in Frankfurt am Main (= Bildheftchen des Frankfurter Museum für Vor- und Frühgeschichte, Heft 6). Museum für Vor- und Frühgeschichte, Frankfurt am Main 1970.
- Römisches Bronzegeschirr im Museum für Vor- und Frühgeschichte zu Frankfurt am Main. (= Bildheftchen des Frankfurter Museum für Vor- und Frühgeschichte, Heft 8). Museum für Vor- und Frühgeschichte, Frankfurt am Main 1977.